# 扬州城门列表
扬州城曾共有20座城門。

## 旧城
旧城8門，分别是：
- 镇淮门（北门）
- 宁海门（大东门）
- 小東門
- 通泗门（西门）
- 安江门（南门）
- 通江门
- 小南門
- 小北門

## 新城
新城8門，分别是：
- 挹江门（钞关）
- 徐凝门（徐宁门）
- 通济门（缺口）
- 利津门（东关）：位于东关街东端
- 拱宸门（天宁门）
- 广储门
- 便益门
- 福运门

## 水門
水門4座，分別是：
- 旧城南水关
- 旧城北水关
- 新城南水关
- 新城北水关